# Aleksander Woźniak
Aleksander Woźniak, ps. Alek (ur. 11 czerwca 1975) – kompozytor, autor tekstów, producent muzyczny, realizator dźwięku, aranżer.

## Życiorys
Pracuje i mieszka w Chorzowie. Ukończył Akademię Muzyczną w Krakowie na wydziale Edukacji Muzycznej, specjalność dyrygencka. Kompozycji uczył się u Adama Walacińskiego, a realizacji dźwięku min. u Petera Siedlaczka i Charlesa Dye.
Pierwszym zespołem, który założył w roku 1991 była rockowa grupa chrześcijańska Chamal.
W owym czasie zdobywała liczne nagrody muzyczne: wśród nich Grand Prix na Festiwalu GaudeFest w Ustroniu (1995). Z tego okresu pochodzą pierwsze kompozycje i teksty piosenek min.: Zawołaj mnie.
W okresie studiów Aleksander Woźniak założył na Wydziale Jazzu i Muzyki Rozrywkowej Akademii Muzycznej w Katowicach zespoły: Rice Cakes z wokalistką Pauliną Kujawską oraz Slavtone z saksofonistą Krzysztofem Kapelem. Zespoły wykonywały wyłącznie kompozycje autorskie i prężnie działały na "polu" akademickim. W tym czasie został pianistą w Teatrze Rozrywki w Chorzowie. Równolegle działał jako realizator dźwięku na śląskiej scenie muzycznej.
W roku 1998 wyjechał do Warszawy i rozpoczął współpracę z grupą producencką Adama Abramka i Pawła Sota przy produkcji płyt takich artystów jak: Maryla Rodowicz, Kasia Kowalska, Beata Kozidrak, Seweryn Krajewski, czy Andrzej Piaseczny. Współpraca ta trwała do roku 2003. W tym czasie był również realizatorem dźwięku w Izabelin Studio. W międzyczasie wraz z Jackiem Gałuszką skomponował muzykę do Psalmów, które ukazały się na płycie Lednica 2000. Pieśni wykonywane są na Ogólnopolskich Spotkaniach Młodych Lednica 2000 do dziś i znane w kręgach chrześcijańskich.
W roku 2003 rozpoczął współpracę z reżyserem Cezarym Domagałą przy realizacji przedstawień teatralnych Cafe Sax i Niech żyje bal – współaranżacja, kierownictwo muzyczne spektakli w Toruniu, Rzeszowie i Sosnowcu.
Również w roku 2003 wraz z Andrzejem Lampertem i Sebastianem Kowolem założył zespół PIN, w którym to jest kompozytorem lub współkompozytorem muzyki i autorem tekstów do większości piosenek, oraz współproducentem muzycznym. Debiutancka płyta 0001 została ciepło przyjęta zarówno przez krytykę jak i publiczność. W sierpniu 2008 roku ukazała się ich druga płyta zatytułowana Muzykoplastyka. To z niej pochodzą piosenki Niekochanie, Pójdę pod wiatr, jak najdalej oraz Wino i śpiew.
W maju 2011 roku ukazała się trzecia płyta grupy PIN. Na niej znalazły się piosenku takie jak Film o sobie – singiel promujący płytę o tym samym tytule, oraz bonus – piosenka z 2009 roku Konstelacje.
W 2010 roku powołał do życia ethno-popowy zespół Yejku, w którym jest kompozytorem i producentem muzycznym.
23.01.2012 roku ukazała się płyta Andrzeja Piasecznego To co dobre, na której znalazła się kompozycja Aleksandra Woźniaka do słów Andrzeja Piasecznego pt.Okruchy z jesieni.
W 2012 roku zajął się produkcją płyty Krzysztofa Respondka Taki świat kupuję (premiera w kwietniu 2013 roku), na której znalazły się w większości teksty i kompozycje Aleksandra Woźniaka. Na płycie gościnnie wystąpił również Marcin Wyrostek w drugim singlu Góra złota. Pierwszym singlem była piosenka Gdy wrócę.

## Wybrana dyskografia

### Z różnymi artystami
- 1992 z zespołem "Chamal" składanka live "Cantate Deo" piosenka "Dwa światy" – autor muzyki
- 1998 Maryla Rodowicz Przed zakrętem (PolyGram) – realizacja dźwięku
- 1999 Energy Energy (Pomaton EMI) – realizacja dźwięku
- 1999 Beata Kozidrak Beata – remix piosenki Żal mi tamtych nocy
- 1999 Kasia Kowalska Reklama Coca-coli – aranżacja, współprodukcja, realizacja
- 2000 Kasia Kowalska 5 (Universal Music Polska) – aranżacja, realizacja, współprodukcja
- 2001 Jacek Bończyk Następny (Koch International) – realizacja dźwięku
- 2002 Marek Torzewski Nic nie dane jest na zawsze (New Abra/EMI) – aranżacja, produkcja remixu singla Bravissimo
- 2002 Edyta Bartosiewicz singiel Niewinność – aranżacja, współrealizacja dźwięku
- 2002 Idol TOP 10 – aranżacja, współprodukcja, realizacja piosenek Ali Janosz, Tomka Makowieckiego, Szymona Wydry
- 2002 Ala Janosz – wybrane piosenki z płyty – współaranżacja, realizacja
- 2003 Seweryn Krajewski Jestem (Sony Music Entertainment Poland) – współaranżacja
- 2003 Piasek Andrzej Piaseczny – aranżacja, realizacja dźwięku wybranych piosenek (BMG Poland)
- 2003 José Cura i Ewa Małas-Godlewska – aranżacja, współprodukcja remiksowanego singla EmOcean z płyty Era of Love
- 2004 Worship Sax – aranżacja, realizacja, produkcja (CLC)
- 2005 Święta, święta cz.3 – współaranżacja, realizacja, współprodukcja piosenki PIN (Polskie Radio)
- 2008 Sarah Brightman Symphony – realizacja i mix duetu z Andrzejem Lampertem (EMI Music Poland)
- 2012 Andrzej Piaseczny To co dobre – kompozytor piosenki Okruchy z jesieni
- 2013 Krzysztof Respondek Taki świat kupuję – produkcja, realizacja dźwięku, kompozycje i teksty
- 2015 Jerzy Grunwald i Maja Gawłowska Pokonaj Zło - realizacja dźwięku, mix i mastering

### Z zespołemPIN
Płyty:
- 2005 – 0001
- 2008 – Muzykoplastyka
- 2011 – Film o sobie

Single:
- 2005 Bo to co dla mnie
- 2006 Odlot aniołów
- 2006 Wina mocny smak
- 2008 Niekochanie

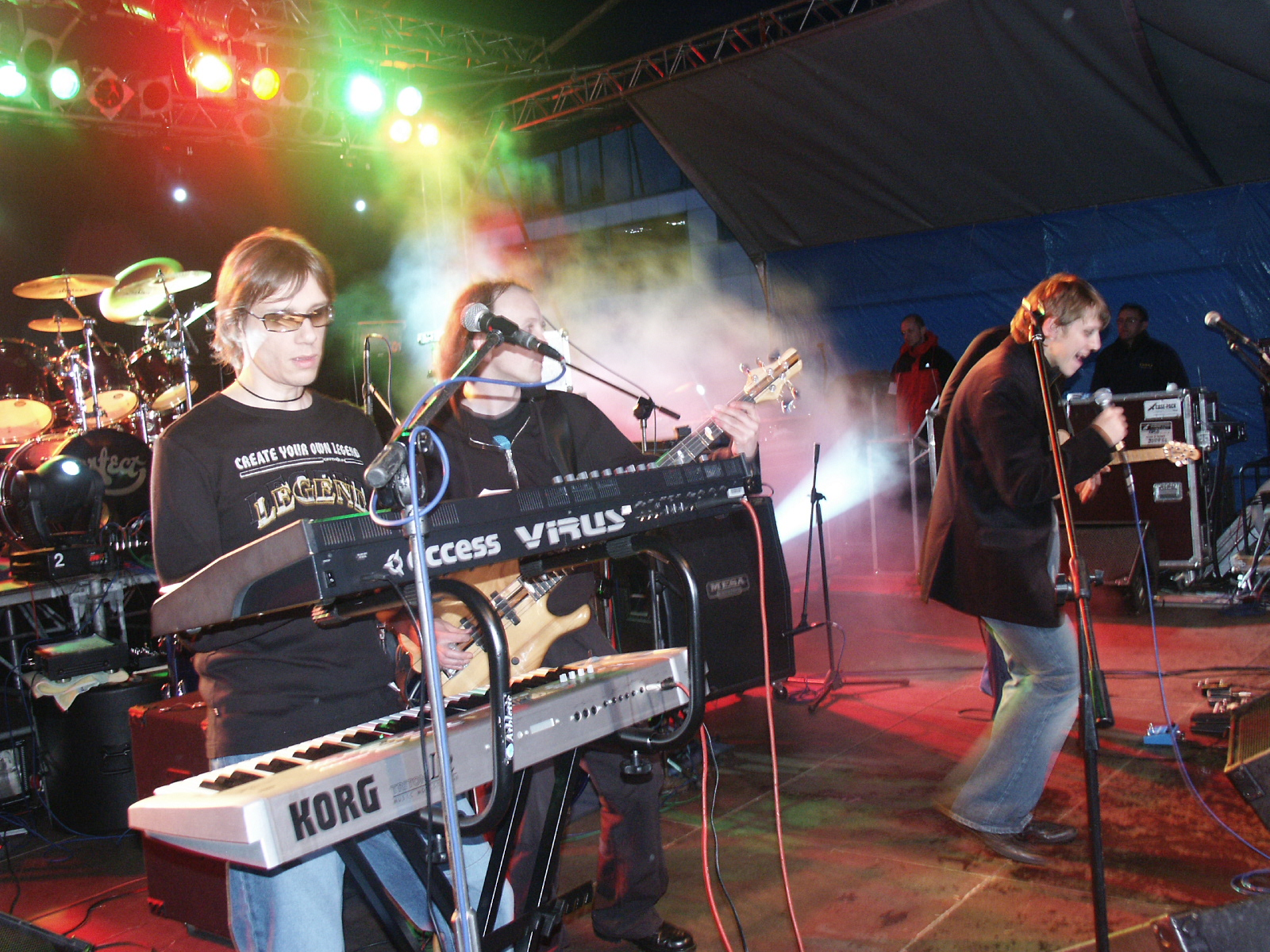
Koncert PINu

- 2008 Pójdę pod wiatr, jak najdalej
- 2009 Wino i śpiew
- 2009 Konstelacje
- 2011 Film o sobie
- 2011 Na pustej drodze

## Wybrane piosenki autorskie
- Zawołaj mnie – autor muzyki (zespół Chamal, wyd. RUaH składanka)
- Film dokumentalny Dziewczyny z Szymanowa w reż. Magdaleny Piekorz – współautor muzyki
- Sól Ziemi – Światło świata – współautor muzyki (Lednica 2000)
- Moje Katmandu – współautor muzyki (Kasia Kowalska 5)
- Odlot aniołów – autor tekstu i muzyki (PIN 0001)
- Miłość tak piękna – autor tekstu i współautor muzyki (PIN 0001)
- Wina mocny smak – autor tekstu i współautor muzyki ((PIN Muzykoplastyka)
- Niekochanie – autor tekstu i współautor muzyki (PIN Muzykoplastyka)
- Pójdę pod wiatr, jak najdalej – współautor muzyki i tekstu (PIN Muzykoplastyka)
- Wino i śpiew – autor tekstu, kompozytor (PIN Muzykoplastyka)
- Konstelacje – autor tekstu, kompozytor (PIN Film o sobie)
- Film o sobie – autor tekstu (PIN Film o sobie)
- Na pustej drodze – kompozytor, autor tekstu (PIN Film o sobie)
- Takie nasze kochanie – kompozytor (Yejku)
- Okruchy z jesieni – kompozytor (Andrzej Piaseczny)

## Nagrody
- 1995 Grand Prix – GaudeFest – zespół CHAMAL
- 2000 Złota Płyta za sprzedaż płyty Kasi Kowalskiej 5
- 2009 Nagroda Publiczności, Festiwal Piosenki Krajów Nadbałtyckich w Karlshamn (zespół PIN)
- 2009 Nagroda Eska Music Awards 2009 w kategorii Video Roku do piosenki 'Niekochanie' PIN
- 2010 Nagroda Radia Wawa "Złoty Dziób" (PIN – Zespół roku 2009)